# Smaragdkehl-Sonnennymphe
Die  Smaragdkehl-Sonnennymphe (Heliangelus zusii), auch als Bogotá-Sonnennymphe oder Smaragdkehl-Nymphe bezeichnet, ist eine kryptische Vogelart unbekannter Herkunft aus der Familie der Kolibris (Trochilidae). Sie ist nur durch ein Museumspräparat bekannt, das im Jahre 1909 in Bogotá, Kolumbien durch Kauf erworben wurde. Die IUCN stuft die Art in die Kategorie „unzureichende Datenlage“ (data deficient) ein.

## Merkmale
Die Smaragdkehl-Sonnennymphe erreicht eine Körperlänge von etwa 12 Zentimetern. Der gerade, schwarze Schnabel des einzigen  existierenden Exemplars ist 15,1 Millimeter lang. Der Körper des Vogels ist dunkel schwarzblau. Dabei hat er einen stark gabelförmige violetten Schwanz. Der Scheitel und die Kehle sind strahlend grün.

## Lebensraum
Bisher gibt es nur Spekulationen über den Lebensraum dieser Art. Die Gattung Heliangelus kommt gewöhnlich in Nebelwäldern und Gegenden mit Gestrüpp in Höhen zwischen 1.200 und 3.400 Metern, meist jedoch zwischen 1.400 und 2.200 Metern vor. Deshalb liegt die Vermutung nahe, dass auch diese Spezies ähnliche Lebensräume bewohnt oder bewohnte.

## Geschichte
Im Jahr 1947 schickte der Maristen-Mönch Bruder Hermano Nicéforo María ein spektakuläres taxidermisches Präparat eines Kolibris an Rodolphe Meyer de Schauensee an der Academy of Natural Sciences of Philadelphia (ANSP) mit der Bitte um Identifikation. Es kam zu heftigen Diskussionen über das Präparat. Es herrschte die Meinung vor, dass es sich hierbei um eine Hybride handeln müsste. James Lee Peters stufte das Taxon 1947 als Hybride zwischen den Gattungen  Aglaiocercus  und Heliangelus ein. John Todd Zimmer vom American Museum of Natural History (AMNH) meinte, es könnte sich um eine Hybride aus Himmelssylphe (Aglaiocercus kingii) und Grünkehl-Sonnennymphe (Heliangelus squamigularis) handeln. Alexander Wetmore klassifizierte Heliangelus zusii 1947 als eigenständige Spezies. Meyer de Schauensee identifizierte es als mögliche Hybride aus Purpur-Glanzschwänzchen (Metallura purpureicauda) und der Hybride Zodalia thaumasta. Christoph Hinkelmann u. a. synonymisierten Heliangelus zusii 1991 mit dem heute invaliden Taxon Neolesbia nehrkorni. Auch im South American Classification Committee (SACC) gibt es kein eindeutiges Meinungsbild über den taxonomischen Status diese Kolibris. Der erste Anlauf im Jahre 2003 für eine Aberkennung oder Beibehaltung des Artstatus schlug ebenso fehl wie ein zweiter Anlauf im Jahre 2007. Neue DNA-Analysen aus dem Jahr 2017 zeigen, dass es sich um eine Hybride handelt.

## Etymologie
Heliangelus leitet sich von den griechischen Wörtern ἥλιος hēlios für „Sonne“ und ἄγγελος ángelos für „Engel, Bote, Gesandter“ ab. Zusii ist Richard Laurence Zusi gewidmet.